# 微孢碘泡虫
微孢碘泡虫（学名：Myxobolus microsporus）为碘泡科碘泡虫属的动物。在中国，分布于湖南、广东、福建、湖北、云南、浙江、江西、武陵山地区)等，营寄生生活，寄生在脾、膀胱、鳔（鲩）、鳃（鲩、鲫、鲤）、肠（鲩、鲤）、肾（鲩、白甲鱼）。